# Ібрагімов Джунус
Джунус Ібрагімов (1913, аул Ходжа-Жир, тепер Турткульського району, Каракалпакстан, Узбекистан — ?) — радянський партійний діяч, 1-й секретар Турткульського міськкому КП(б) Узбекистану Кара-Калпацької АРСР. Депутат Верховної ради Кара-Калпацької АРСР. Депутат Верховної Ради СРСР 3-го скликання.

## Життєпис
Народився в родині дехканина-бідняка. З 1926 по 1927 рік навчався в Турткульському інтернаті.
З 1927 по 1932 рік навчався в Турткульському сільськогосподарському технікумі Кара-Калпацької АРСР. У 1928 році вступив до комсомолу.
У 1932—1933 роках — агротехнік Ходжейлінського районного земельного відділу Кара-Калпацької АРСР.
У 1933—1934 роках — районний агроном і завідувач Турткульського районного земельного відділу Кара-Калпацької АРСР.
У 1934—1942 роках — завідувач лабораторії Чимбайського бавовноочисного заводу Кара-Калпацької АРСР; директор Кунградського бавовноочисного заводу Кара-Калпацької АРСР; директор Ходжейлінського бавовноочисного заводу Кара-Калпацької АРСР.
Член ВКП(б) з 1941 року.
У 1942—1946 роках — керуючий Кара-Калпацького заготбавовнатресту.
З 1946 року — 1-й секретар Турткульського міського комітету КП(б) Узбекистану Кара-Калпацької АРСР.
Подальша доля невідома.

## Нагороди
- орден Леніна
- два ордени «Знак Пошани» (22.01.1944,)
- медалі